# 國定站
國定站（日语：／ Kunisada eki */?）是位於日本群馬縣伊勢崎市國定町，屬於東日本旅客鐵道（JR東日本）兩毛線的鐵路車站。

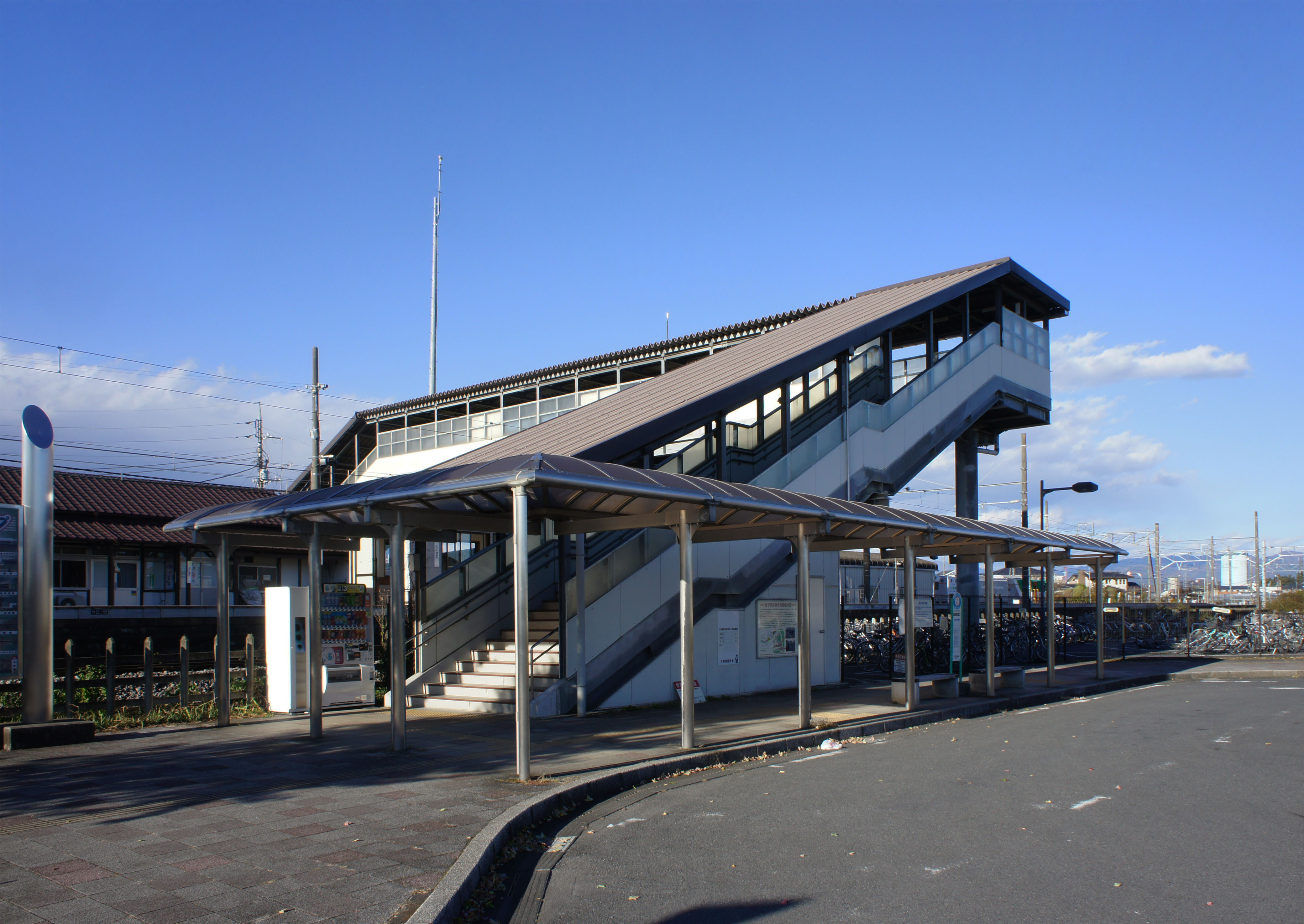
南口(2021年11月)

## 車站構造

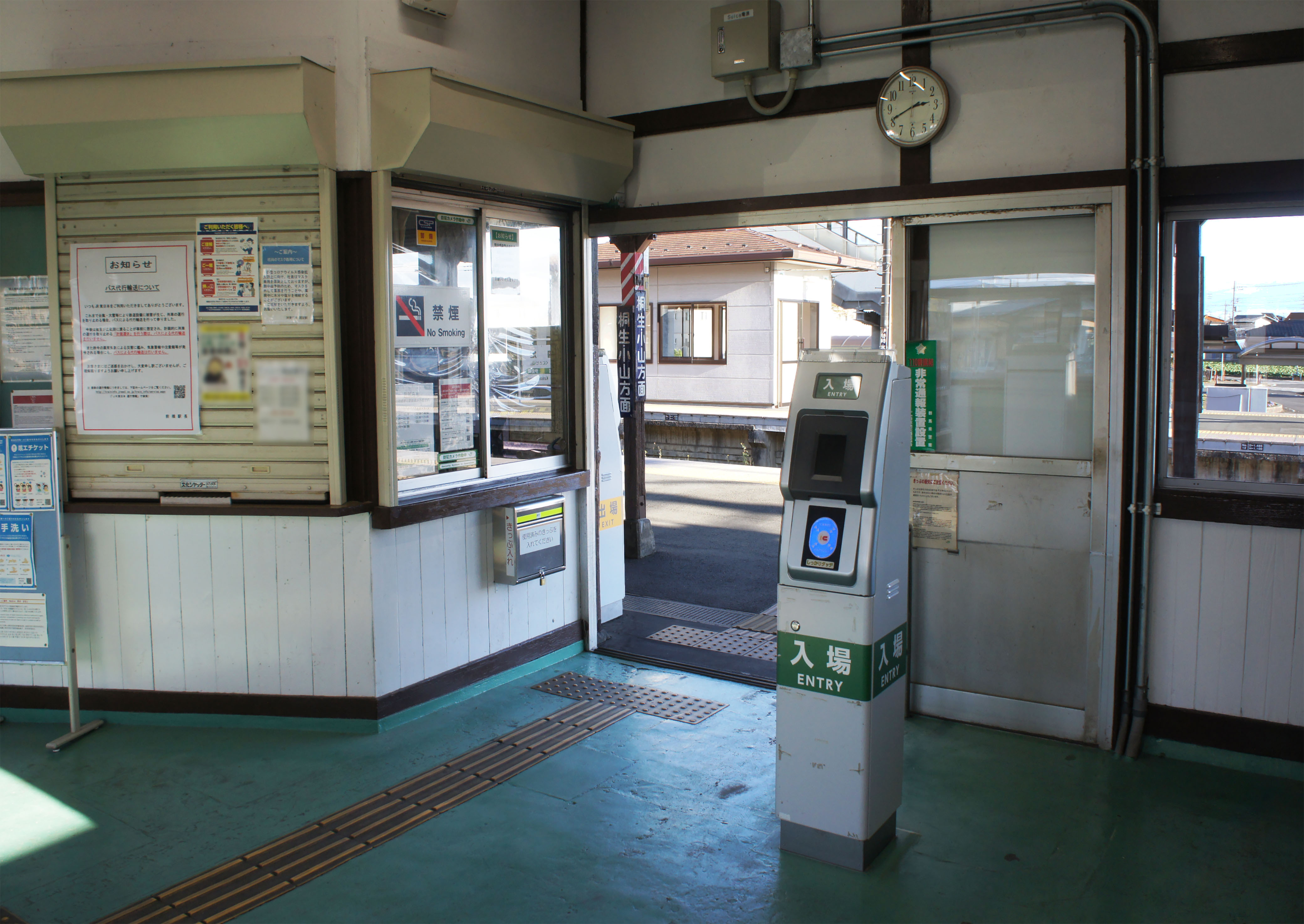
驗票口(2021年11月)

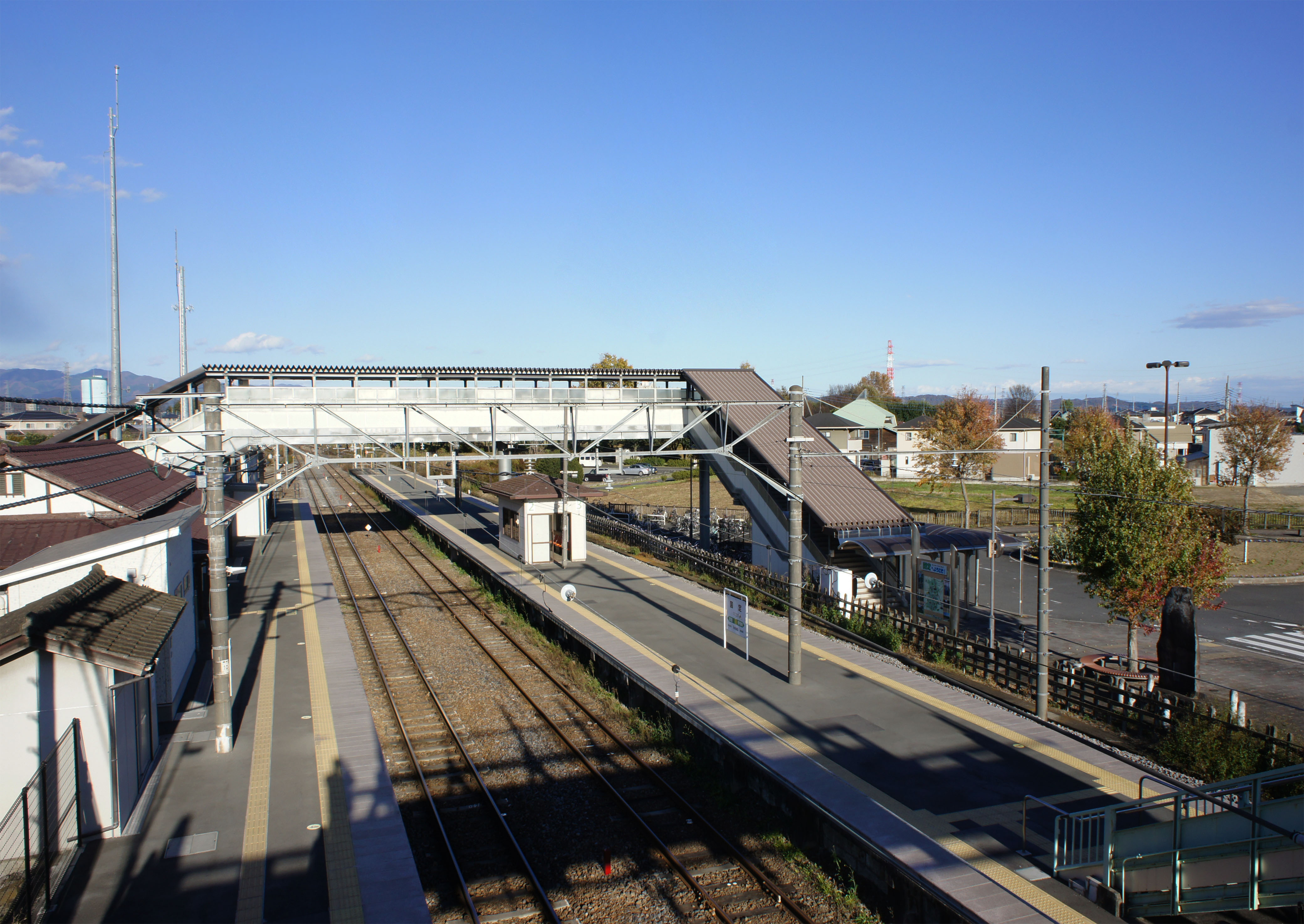
月台全景(2021年11月)

本站為側式月台1面1線與島式月台1面2線，合計2面3線的地面車站。站內可進行列車交會。此站為業務委託站，站內設有簡易Suica閘機，站房南側則設有站前廣場。

### 月台配置
| 月台 | 路線    | 方向 | 目的地                 |
| ---- | ------- | ---- | ---------------------- |
| 1    | ■兩毛線 | 下行 | 桐生、小山方向         |
| 2、3 | ■兩毛線 | 上行 | 伊勢崎、前橋、高崎方向 |

（來源：JR東日本:車站構內圖 （页面存档备份，存于））

## 使用情況
根據JR東日本，2019年（令和元年）度1日平均上車人次為1,564人。此站是兩毛線內（小山站－新前橋站間）的12個有人站當中排行第11位。群馬縣內的8個兩毛線車站當中排行第7位。
近年的推移如下表。
| 上車人次推移       | 上車人次推移     | 上車人次推移    |
| 年度               | 1日平均 上車人次 | 來源            |
| ------------------ | ---------------- | --------------- |
| 2000年（平成12年） | 1,211            | [ 利用客数 2 ]  |
| 2001年（平成13年） | 1,185            | [ 利用客数 3 ]  |
| 2002年（平成14年） | 1,153            | [ 利用客数 4 ]  |
| 2003年（平成15年） | 1,204            | [ 利用客数 5 ]  |
| 2004年（平成16年） | 1,212            | [ 利用客数 6 ]  |
| 2005年（平成17年） | 1,208            | [ 利用客数 7 ]  |
| 2006年（平成18年） | 1,219            | [ 利用客数 8 ]  |
| 2007年（平成19年） | 1,271            | [ 利用客数 9 ]  |
| 2008年（平成20年） | 1,305            | [ 利用客数 10 ] |
| 2009年（平成21年） | 1,311            | [ 利用客数 11 ] |
| 2010年（平成22年） | 1,296            | [ 利用客数 12 ] |
| 2011年（平成23年） | 1,317            | [ 利用客数 13 ] |
| 2012年（平成24年） | 1,405            | [ 利用客数 14 ] |
| 2013年（平成25年） | 1,438            | [ 利用客数 15 ] |
| 2014年（平成26年） | 1,469            | [ 利用客数 16 ] |
| 2015年（平成27年） | 1,564            | [ 利用客数 17 ] |
| 2016年（平成28年） | 1,564            | [ 利用客数 18 ] |
| 2017年（平成29年） | 1,583            | [ 利用客数 19 ] |
| 2018年（平成30年） | 1,594            | [ 利用客数 20 ] |
| 2019年（令和元年） | 1,564            | [ 利用客数 21 ] |

## 相鄰車站
東日本旅客鐵道（JR東日本）
■兩毛線
伊勢崎－國定－岩宿

### 使用情況
1. ↑  . 東日本旅客鉄道.   [2019-07-05]. （原始内容存档于2019-07-05）.
2. ↑  . 東日本旅客鉄道.   [2019-03-21]. （原始内容存档于2019-03-27）.
3. ↑  . 東日本旅客鉄道.   [2019-03-21]. （原始内容存档于2019-03-27）.
4. ↑  . 東日本旅客鉄道.   [2019-03-21]. （原始内容存档于2019-03-27）.
5. ↑  . 東日本旅客鉄道.   [2019-03-21]. （原始内容存档于2019-03-27）.
6. ↑  . 東日本旅客鉄道.   [2019-03-21]. （原始内容存档于2019-03-27）.
7. ↑  . 東日本旅客鉄道.   [2019-03-21]. （原始内容存档于2019-03-27）.
8. ↑  . 東日本旅客鉄道.   [2019-03-21]. （原始内容存档于2019-03-27）.
9. ↑  . 東日本旅客鉄道.   [2019-03-21]. （原始内容存档于2019-04-02）.
10. ↑  . 東日本旅客鉄道.   [2019-03-21]. （原始内容存档于2019-03-27）.
11. ↑  . 東日本旅客鉄道.   [2019-03-21]. （原始内容存档于2019-03-27）.
12. ↑  . 東日本旅客鉄道.   [2019-03-21]. （原始内容存档于2019-03-27）.
13. ↑  . 東日本旅客鉄道.   [2019-03-21]. （原始内容存档于2019-03-27）.
14. ↑  . 東日本旅客鉄道.   [2019-03-21]. （原始内容存档于2018-10-26）.
15. ↑  . 東日本旅客鉄道.   [2019-03-21]. （原始内容存档于2016-04-04）.
16. ↑  . 東日本旅客鉄道.   [2019-03-21]. （原始内容存档于2019-03-27）.
17. ↑  . 東日本旅客鉄道.   [2019-03-21]. （原始内容存档于2019-03-23）.
18. ↑  . 東日本旅客鉄道.   [2019-03-21]. （原始内容存档于2017-07-29）.
19. ↑  . 東日本旅客鉄道.   [2019-03-21]. （原始内容存档于2018-07-06）.
20. ↑  . 東日本旅客鉄道.   [2019-07-05]. （原始内容存档于2019-07-05）.
21. ↑  . 東日本旅客鉄道.   [2020-07-12]. （原始内容存档于2020-07-11）.

## 外部連結
- 車站資訊（國定）：東日本旅客鐵道